# Голосок (фільм)
«Голосок» (англ. «Little Voice») — художній фільм, знятий британським режисером Марком Германом за п'єсою англійського письменника Джима Картрайта «Зліт і падіння Голоска» («The Rise and Fall of Little Voice») у 1998 році.
Фільм отримав шість номінацій премії BAFTA, одну номінацію на Оскар (Бренда Блетін), перемогу (Майкл Кейн), дві номінації на Золотий глобус і низка інших нагород.

## Сюжет
Наділена великим виконавським талантом дівчина на прізвисько Голосок, живе у невеликому прибережному місті Скарборо. Її мати — любителька весело провести час, зі здивуванням дізнається від свого чергового кавалера, що Лора може стати великою співачкою, якщо докласти деяке старання у просуванні її до сценічної кар'єри.
Сором'язлива дівчина ледве погоджується на виступ у стінах нічного клубу. Добившись приголомшливого успіху і овацій публіки, що заповнила зал, вона відмовляється від чергового концерту, влаштованого її новоявленим імпресаріо з метою показати знайдений ним самородок запрошеному продюсерові. Пам'ять про батька, що рано помер, на колекції платівок якого була вихована Лора, і занадто важкий тягар особистих переживань стали непереборною перешкодою для виходу на сцену.

## В ролях
- Джейн Горрокс — Лора
- Бренда Блетін — Мері Хофф
- Майкл Кейн — Рей Сей
- Джим Бродбент — містер Бу
- Юен Макгрегор — Білл
- Аннетт Бедленд — Седі
- Філіп Джексон — Джордж